# Yola tuberculata
Yola tuberculata är en skalbaggsart som beskrevs av Régimbart 1895. Yola tuberculata ingår i släktet Yola och familjen dykare. Inga underarter finns listade i Catalogue of Life.